# Hermann Harm
Hermann Harm (* 30. September 1894 in Halle (Saale); † 28. November 1985 in Hartenholm) war ein deutscher SS-Brigadeführer und ein Generalmajor der Polizei, der als SS- und Polizeiführer (SSPF) eingesetzt war.

## Leben
Harm war der Sohn eines Eisenbahninspektors. Er studierte vor Ausbruch des Ersten Weltkrieges Elektronik und war Kriegsteilnehmer. Nach Kriegsende war er in der Landwirtschaft und später als Gutsverwalter tätig. Zum 1. Februar 1930 trat er der NSDAP (Mitgliedsnummer 204.385) und im selben Jahr der SA bei. Er wechselte von der SA im Februar 1932 zur SS (SS-Nummer 21.342). Von Februar bis Dezember 1932 führte er den II. Sturmbann der 40. SS-Standarte in Kiel, danach bis Juni 1933 die 4. SS-Standarte in Hartenholm und war von März bis Dezember 1933 Stabsführer im Oberabschnitt „Nord“. Anschließend war er Führer im SS-Abschnitt XIV (Bremen) bis März 1935 und danach bis April 1937 Stabsführer im Rasse- und Siedlungshauptamt (RuSHA).
Von April 1937 bis Juni 1938 war er beim Gerichtsamt des Stabes Reichsführer SS tätig und wurde 1938 SS-Ehrenführer. Von Mai 1939 bis Juli 1942 war er Stabsführer im SS-Oberabschnitt „Nord“ (später in Ostsee umbenannt) unter Emil Mazuw und im Juli 1942 SS- und Polizeiführer z. b. V. beim Höheren SSPF „Rußland-Süd“ Hans-Adolf Prützmann. Während des Deutsch-Sowjetischen Krieges war er ab August 1942 SSPF Dnjepropetrowsk, danach wieder SSPF z. b. V. beim HSSPF „Rußland-Süd“ bis Juli 1943. Seine Aufgaben umfassten dort die Durchführung von Sonderaufträgen zwecks Partisanenbekämpfung in den Pripjetsümpfen, wo es zu Kriegsverbrechen kam. Von Anfang Juli 1943 bis April 1944 war er SSPF Litauen und danach bis Herbst 1944 beim Höchsten SSPF „Ukraine“ Prützmann. Seine letzte Station war ab August 1944 bis Anfang Mai 1945 die Position des Adjutanten unter dem HSSPF „Alpenland“ Erwin Rösener.
Nach Kriegsende war Harm als Landwirt in Schleswig-Holstein tätig. Er starb im November 1985 in Hartenholm.

## Auszeichnungen
| Harms NS-Ränge | Harms NS-Ränge           |
| Datum          | Rang                     |
| -------------- | ------------------------ |
| 1915           | Leutnant der Reserve     |
| Juni 1931      | SA-Sturmführer           |
| Februar 1932   | SS-Sturmführer           |
| April 1932     | SS-Sturmhauptführer      |
| Dezember 1932  | SS-Sturmbannführer       |
| Juni 1933      | SS-Obersturmbannführer   |
| November 1933  | SS-Standartenführer      |
| April 1934     | SS-Oberführer            |
| September 1936 | SS-Brigadeführer         |
| September 1942 | Generalmajor der Polizei |

- Eisernes Kreuz (1914) II. und I. Klasse
- Spange zum Eisernen Kreuz II. und I. Klasse
- Kriegsverdienstkreuz (1939) II. Klasse im Jahr 1942
- Kriegsverdienstkreuz I. Klasse im Jahr 1943 (Verleihung nicht sicher)
- Dienstauszeichnung der NSDAP in Bronze und Silber
- Ehrendegen des Reichsführers SS
- Totenkopfring der SS
- SS-Dienstauszeichnungen